# Star Wars: The Clone Wars (film)
Star Wars: The Clone Wars is een Amerikaanse animatiefilm uit 2008 geregisseerd door Dave Filoni. De film leidt naar de gelijknamige televisieserie. De serie speelt zich af in het Star Wars-universum tussen Episode II: Attack of the Clones en Episode III: Revenge of the Sith en in dezelfde periode als de tekenfilmserie Clone Wars.

## Verhaal
Terwijl het heelal geteisterd wordt door de kloonoorlogen, moeten de jedi-ridders Anakin Skywalker en Obi-Wan Kenobi de orde proberen te handhaven en de vrede te herstellen in het universum. Steeds meer stelsels vallen ten prooi aan de duistere kant en de Galactische Republiek dreigt te bezwijken onder de druk van de Separatisten die een groot androïdeleger hebben.
In het begin van de film, vechten Obi-Wan Kenobi en Anakin Skywalker in de Crystal City op de planeet Christophsis tegen de CIS. Yoda stuurt een nieuwe Padawan naar de planeet om hen te helpen. Deze Togruta, genaamd Ahsoka Tano, brengt een belangrijk bericht. Obi-Wan en Anakin moeten meteen terugkeren naar de Jedi Tempel. Kenobi verwacht dat Ahsoka zijn nieuwe Padawan wordt maar Yoda wil dat Anakin haar traint zodat The Chosen One verantwoordelijkheid leert.
Eerst moet echter de Battle of Christophsis worden afgesloten. Anakin en Ahsoka vallen de Shield Generator aan terwijl Obi-Wan Kenobi en Captain Rex van het 501st Legion de troepen van Whorm Loathsom aanpakken. Hierna krijgen Anakin Skywalker en zijn nieuwe vrouwelijke Padawan-leerlinge Ahsoka Tano een missie die verdere gevolgen dreigt te hebben; namelijk een confrontatie met Jabba de Hutt. Maar Graaf Dooku en zijn volgelingen, waaronder Asajj Ventress, doen alles om ervoor te zorgen dat Anakin en Ahsoka in hun opdracht zullen falen. Ze ontvoeren de zoon van Jabba de Hutt genaamd Rotta de Hutt om het plan van Darth Sidious uit te voeren, namelijk de Hutt tegen de Jedi op te zetten.

## Achtergrond
- Christopher Lee, Samuel L. Jackson, Matthew Wood en Anthony Daniels hervatten hun rol uit de live-action films. Lee en Jackson deden dit niet voor de vervolgserie.
- De film is een samenvoeging van vier afleveringen die oorspronkelijk zijn geproduceerd voor het eerste seizoen van de televisieserie.

## Rolverdeling
| Acteur                   | Rol                                       |
| ------------------------ | ----------------------------------------- |
| Matt Lanter              | Anakin Skywalker                          |
| Ashley Eckstein          | Ahsoka Tano                               |
| James Arnold Taylor      | Obi-Wan Kenobi 4A-7                       |
| Tom Kane                 | Yoda Narrator Admiral Yularen             |
| Christopher Lee          | Count Dooku / Darth Tyranus               |
| Dee Bradley Baker        | Captain Rex Commander Cody Clone troopers |
| Samuel L. Jackson        | Mace Windu                                |
| Nika Futterman           | Asajj Ventress TC-70                      |
| Anthony Daniels          | C-3PO                                     |
| Ian Abercrombie          | Darth Sidious                             |
| Catherine Taber          | Padmé Amidala                             |
| Corey Burton             | Whorm Loathsom Ziro the Hutt              |
| David Acord              | Rotta the Huttlet                         |
| Kevin Michael Richardson | Jabba the Hutt                            |
| Matthew Wood             | Battle droids General Grievous            |

## Nederlandse rolverdeling
- Anakin Skywalker - Pim Veth
- Ahsoka Tano - Rosanne Thesing
- Obi-Wan Kenobi - Edward Reekers
- Yoda - Ruud Drupsteen
- Graaf Dooku - Pim Koopman
- Ziro the Hutt - Sander de Heer
- Whorm Loathsom - Hero Muller
- Mace Windu - Marcel Jonker
- C-3PO - Rolf Koster
- Padmé Amidala - Jannemien Cnossen
- General Grievous - Frans Limburg
- Battle Droid - Florus van Rooijen
- Jabba the Hutt - Murth Mossel

## Home video
De film werd in Nederland op 10 december 2008 op dvd en blu-ray uitgebracht.